# المرزبان
المرزبان هو تمر ينتج في محافظة الأحساء ومحافظة القطيف في المنطقة الشرقية في المملكة العربية السعودية، وبعض الدول مثل البحرين، والإمارات العربية المتحدة.

## الوصف
شكل صنف المرزبان أهليليجي إلي بيضاوي، ولون البسر أصفر ويوجد بها بعض اللون البرتقالي الداكن، ولون الرطب كهرماني، ويتحول في مرحلة التمر إلي بني. ينتج في وسط الموسم، وثمرة المرزبان متوسطة إلي كبيرة الحجم، يعتبر سنف المرزبان صنف شبه تجاري. يعتبر المرزبان أكثر الأصناف في دولة البحرين جيث قدرت نسبته ب13.2% من إنتاج البحرين للتمور. يتميز المرزبان بالدبس.

## مميزات
يعتبر تمر المرزبان دواء لمرض هشاشة العظام.